# 玄冥二老
玄冥二老， 鹿杖客和鶴筆翁的合称，是《倚天屠龍記》中的反派角色，原「紹敏郡主」趙敏的手下，二人為王府中最強的高手，亦是小說中數一數二的反派，為人陰險毒辣，只顧空利，多次對張無忌等中原抗元人士不利。在小說中橫行江湖，少有敵手，只是略遜於張三丰、張無忌、渡厄三僧、黃衫女子、空見等少數人。精通玄冥神掌，是中原武林的主要敵人之一，為金庸小说中武功絕頂高手之一。
師兄弟二人自幼同門學藝，師承百損道人，從壯到老，數十年來沒分離過一天，兩人都無妻子兒女，可說是相依為命，武功原是不分軒輊，但鹿杖客一來是師兄居長，二來智謀遠勝，因此鶴筆翁對他向來尊敬。
玄冥二老武功卓絕，只是熱衷于功名利祿，這才以一代高手的身分，投身汝陽王府以供驅策。
鶴筆翁曾經假扮蒙古士兵，並將年少時的張無忌擄走，在張無忌後心打了一掌玄冥神掌，令張無忌因而險些喪命。
其中鶴筆翁好酒，鹿杖客好色，因而被明教「光明右使」范遙設計，以汝陽王小妾韓姬色誘鹿杖客以騙取十香軟筋散之解藥，使張無忌能成功搭救六大派的高手。
玄冥二老先后和張三丰、俞蓮舟、楊逍、韋一笑、滅絕師太、周芷若等人交手，除張三丰外，其餘眾人均落敗受傷。
玄冥二老最後被張無忌以九陽神功化掉體内大部份的玄冥寒氣，從此成為武林中的三流庸手。

## 影視形象（鹿杖客、鶴筆翁）

### 劇集
- 高　崗、徐廣林：香港無綫電視《倚天屠龍記》（1978年）
- 李強、岳開武：台灣台視《倚天屠龍記》（1984年）
- 鄭藩生、朱剛：香港無綫電視《倚天屠龍記》（1986年）
- 洪　麟、曹復國：台灣台視《倚天屠龍記》（1994年）
- 關　菁、車保羅：香港無綫電視《倚天屠龍記》（2001年）
- 杜玉明、晉松：中國亞環影音《倚天屠龍記》（2003年）
- 白俊傑、韓冬：中國華誼兄弟、華夏視聽聯合出品《倚天屠龍記》（2009年）
- 傅雋、安澤豪：中國華夏視聽、企鵝影視聯合出品《倚天屠龍記》（2019年）

### 電影
- 馮敬文、袁小田：《倚天屠龍記》（1963年，1965年）（第一及第二集），香港粵語長片，峨嵋電影公司
- 沈勞：《倚天屠龍記》及《倚天屠龍記大結局》（1978年）、《魔劍屠龍》（1984年），邵氏公司
- 梁家仁、張春仲：《倚天屠龍記之魔教教主》（1993年），香港永盛電影公司
- 丁一森、喻亢：《倚天屠龍記之九陽神功》、《倚天屠龍記之聖火雄風》（2022年），星王朝